# Sindaci di Capestrano
Di seguito l'elenco cronologico dei sindaci di Capestrano e delle altre figure apicali equivalenti che si sono succedute nel corso della sua storia.

## Regno di Napoli (1812-1815)
| Nominativo               | Inizio | Fine |
| ------------------------ | ------ | ---- |
| Giacinto Corsi           | 1812   | 1812 |
| Domenico Antonio Sonsini | 1813   | 1814 |
| Benedetto Gulii Capponi  | 1815   | 1815 |

## Regno delle Due Sicilie (1816-1860)
| Nominativo               | Inizio | Fine |
| ------------------------ | ------ | ---- |
| Gaetano Camardelli       | 1816   | 1818 |
| Benedetto Giulii Capponi | 1819   | 1821 |
| Carlo De Iuliis          | 1822   | 1824 |
| Benedetto Giulii Capponi | 1825   | 1827 |
| Giandomenico Corsi       | 1828   | 1829 |
| Giuseppe Corsi           | 1830   | 1833 |
| Vincenzo D'Antonio       | 1833   | 1835 |
| Angelo Maria Franchi     | 1836   | 1836 |
| Domenicantonio Sonsini   | 1837   | 1837 |
| Gianpasquale Sonsini     | 1838   | 1838 |
| Domenicantonio Corsi     | 1839   | 1844 |
| Tommaso Corsi            | 1845   | 1846 |
| Nicola Migliorati        | 1847   | 1848 |
| Michele Pettinelli       | 1849   | 1850 |
| Nicola Migliorati        | 1851   | 1851 |
| Giuseppantonio Razzaia   | 1852   | 1855 |
| Pietro Alessandroni      | 1856   | 1860 |

## Regno D'Italia (1861-1946)
| Nominativo                                | Inizio | Fine |
| ----------------------------------------- | ------ | ---- |
| Ignazio Carli                             | 1861   | 1866 |
| Pietro Alessandroni                       | 1867   | 1867 |
| Cesare Petroncelli                        | 1868   | 1872 |
| Francesco Celli                           | 1873   | 1877 |
| Gesualdo Alessandroni                     | 1878   | 1879 |
| Ferdinando Corsi Barone                   | 1880   | 1883 |
| Domenico Sonsini                          | 1884   | 1893 |
| Annibale Corsi                            | 1894   | 1895 |
| B.Gennaro Corsi – assessore f.f.          | 1896   | 1897 |
| Francesco Paolo Verlengia                 | 1898   | 1898 |
| Francesco Lerz                            | 1899   | 1900 |
| Serafino Corsi                            | 1901   | 1901 |
| Ugo Migliorati                            | 1902   | 1906 |
| Giovanni Chiarelli                        | 1907   | 1907 |
| Filippo De Stefanis                       | 1908   | 1908 |
| Guglielmo Sonsini                         | 1909   | 1910 |
| Giuseppe Alessandroni                     | 1911   | 1911 |
| Ignazio Iafolla                           | 1912   | 1913 |
| Antonio Guerrieri – Comm.prefettizio      | 1914   | 1914 |
| Alfonso Chiarelli                         | 1914   | 1916 |
| Remigio Stella                            | 1917   | 1918 |
| Giacinto Tosti Guerra – Comm. prefettizio | 1918   | 1919 |
| Luigi Celli                               | 1920   | 1926 |
| Tommaso Corsi – Podestà                   | 1927   | 1931 |
| Alessandro Conte – Podestà                | 1932   | 1937 |
| Antonio Cicchetti – Comm. prefettizio     | 1937   | 1940 |
| Ercole Lerza – Podestà                    | 1941   | 1941 |
| Francesco Tecca – Podestà                 | 1942   | 1942 |
| Alarico Lerz – Comm. prefettizio          | 1942   | 1942 |
| Ercole Lerza – Podestà                    | 1943   | 1944 |
| Tullio Mario Colasacco                    | 1945   | 1945 |
| Luigi Celli                               | 1945   | 1946 |

## Repubblica Italiana (1946-ad oggi)
| Nominativo            | Inizio | Fine      |
| --------------------- | ------ | --------- |
| Matteo Fanti          | 1946   | 1951      |
| Umberto Valeriani     | 1951   | 1956      |
| Sante Micalone        | 1957   | 1957      |
| Ermenegildo Colasacco | 1957   | 1960      |
| Flora Migliorati      | 1960   | 1964      |
| Ugo Giannunzio        | 1964   | 1970      |
| Ugo Giannunzio        | 1970   | 1975      |
| Ugo Giannunzio        | 1975   | 1980      |
| Giancarlo Iafolla     | 1980   | 1985      |
| Giancarlo Iafolla     | 1985   | 1990      |
| Giancarlo Iafolla     | 1990   | 1995      |
| Nemo Di Fiore         | 1995   | 1999      |
| Nemo Di Fiore         | 1999   | 2004      |
| Antonio D'Alfonso     | 2004   | 2010      |
| Giuseppe Marulli      | 2010   | 2015      |
| Antonio D'Alfonso     | 2015   | 2020      |
| Antonio D'Alfonso     | 2020   | in carica |